# Plaza Deportiva Musashino Forest

Plaza Deportiva Musashino Forest es un recinto polideportivo ubicado en Chōfu, Tokio, Japón. Es la sede de las competencias de bádminton, esgrima en los Juegos Olímpicos de Tokio 2020 y de baloncesto en silla de ruedas en los Juegos Paralímpicos de Tokio 2020.

## Historia
Fue el primer recinto nuevo que se finalizó para Tokio 2020. La construcción tomó tres años y medio y costó más de $ 300 millones de dólares. En octubre de 2018, el lugar albergó el Campeonato Abierto de Tenis de Japón, ya que el Coliseo Ariake se estaba renovando para los eventos de tenis de las olimpiadas.

## Descripción
La arena principal tiene una capacidad para más de 10 000 asientos. También incluye una piscina, un gimnasio, un área polideportiva de usos múltiples y dos estudios de fitness, que están disponibles para el uso del público en general.